# 유부녀 (1981년 영화)
《유부녀》는 한국에서 제작된 박호태 감독의 1981년 영화이다. 정영숙 등이 주연으로 출연하였고 유옥추 등이 제작에 참여하였다.

## 출연

### 주연
- 정영숙
- 남궁원
- 김추련
- 조주미

## 기타
- 조명: 정경희
- 녹음: 손인호